# Blue Grass (Iowa)
Blue Grass è un comune degli Stati Uniti d'America, situato nello Stato dell'Iowa, diviso tra la contea di Scott e la contea di Muscatine.